# Ledenez Vraz
Ledenez Vraz est une île française de l'archipel de Molène, dans le Finistère, en Bretagne. Elle est située à immédiate proximité de l'île Molène, à laquelle elle est reliée par un cordon de galets à marée basse.
Elle appartient au territoire de la commune d'Île-Molène.

## Étymologie
Ledenez vras signifie en breton « grande presqu'île », alors que ledenez vihan signifie « petite presqu'île ». En français, cette île est aussi appelée le Lédénes de Molène.

## Géographie
L'île fait 600 mètres de long sur 300 mètres de large. Elle se trouve à moins de 350 mètres à l'est de l'île Molène à marée haute. Elle constitue donc un abri pour le port de Molène, qui est uniquement accessible par le nord à marée basse, le cordon de galets en forme de queue de comète liant les deux îles constituant un seuil au sud.
Elle comporte un petit étang.

## Histoire

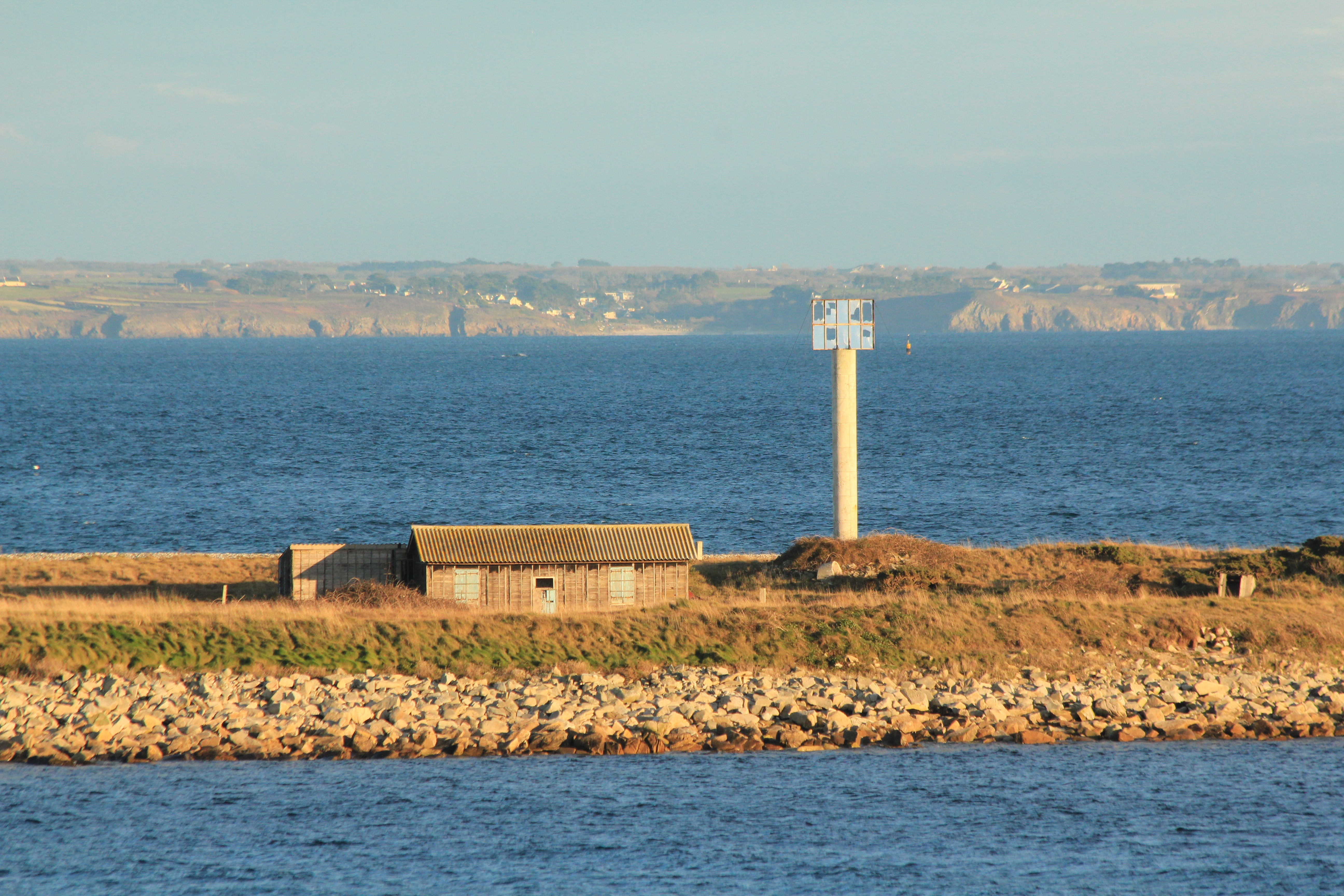
Une cabane de l'île et l'amer comportant un filtre blanc pour la navigation dans le chenal des Laz

L'île de Ledenez Vraz a longtemps été habitée par des goémoniers. Aujourd'hui subsistent encore leurs cabanes mais elles ne sont plus habitées.

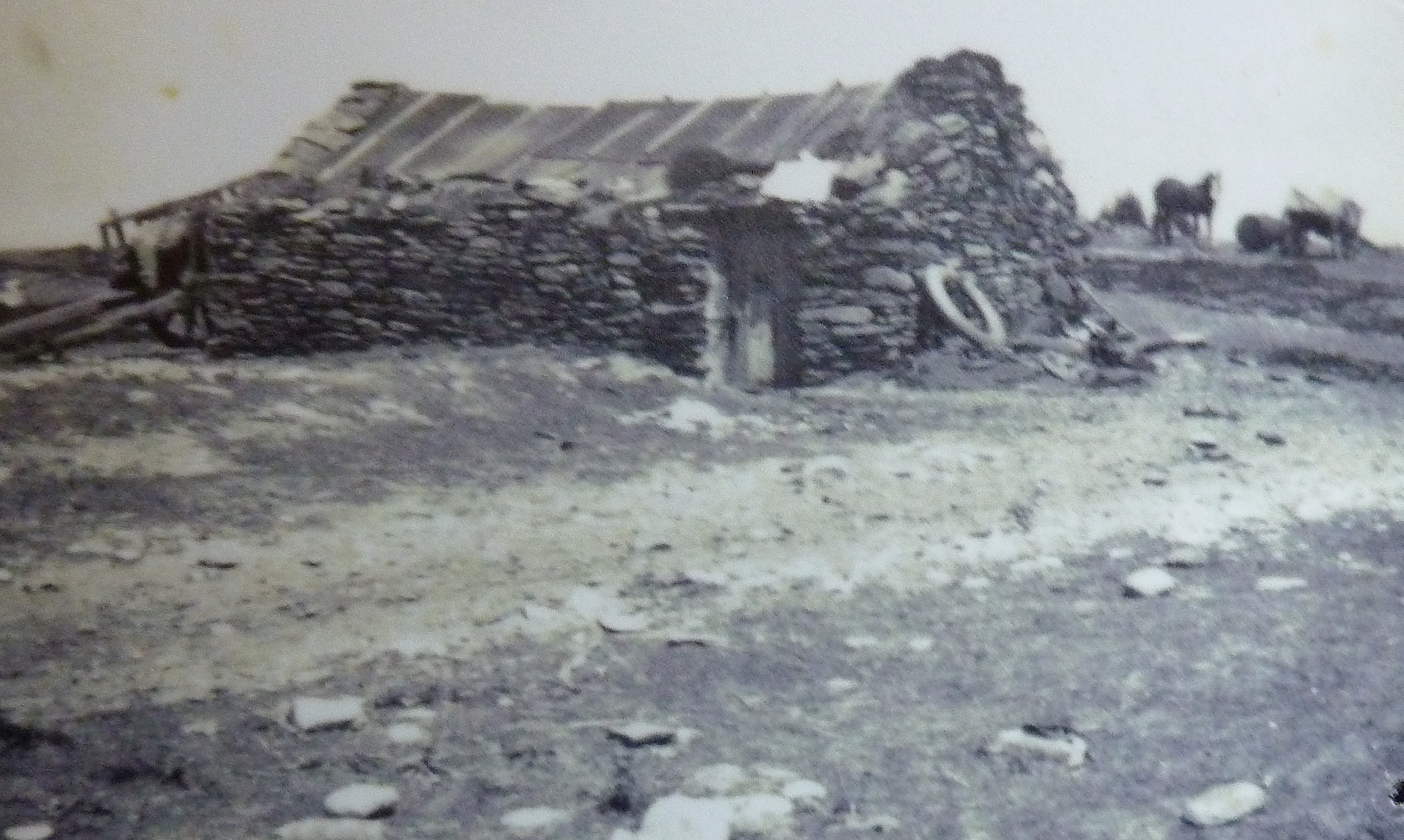
Habitat goémonier dans l'île de Ledenez Vraz vers 1946-1947 (Écomusée de Plouguerneau).